# Helicoverpa gelotopoeon
Helicoverpa gelotopoeon là một loài bướm đêm thuộc họ Noctuidae. Nó được tìm thấy ở miền nam Nam Mỹ, bao gồm Chile và Argentina.
Ấu trùng được xem là vật gây hại cho cây bông, thuốc lá, đậu nành và nhiều cây trồng khác.